# Pierre Daems
Petrus Egidius (Pierre) Daems (Maastricht, 6 oktober 1911 - aldaar, 5 augustus 1982) was een Nederlands industrieel ontwerper, docent, beeldhouwer, keramist en kunstschilder.
Pierre Daems woonde en werkte te Maastricht. Tijdens zijn 54-jarige werkzaamheid als beeldend kunstenaar heeft hij een groot aantal werken gemaakt, voornamelijk industriële ontwerpen en vrije keramiek, plastieken en tegeltableaus, schilderijen, aquarellen, tekeningen, penningen, ex librissen, cartoons (o.a Illegale blad De Patriot te Maastricht tijdens de Duitse bezetting.)

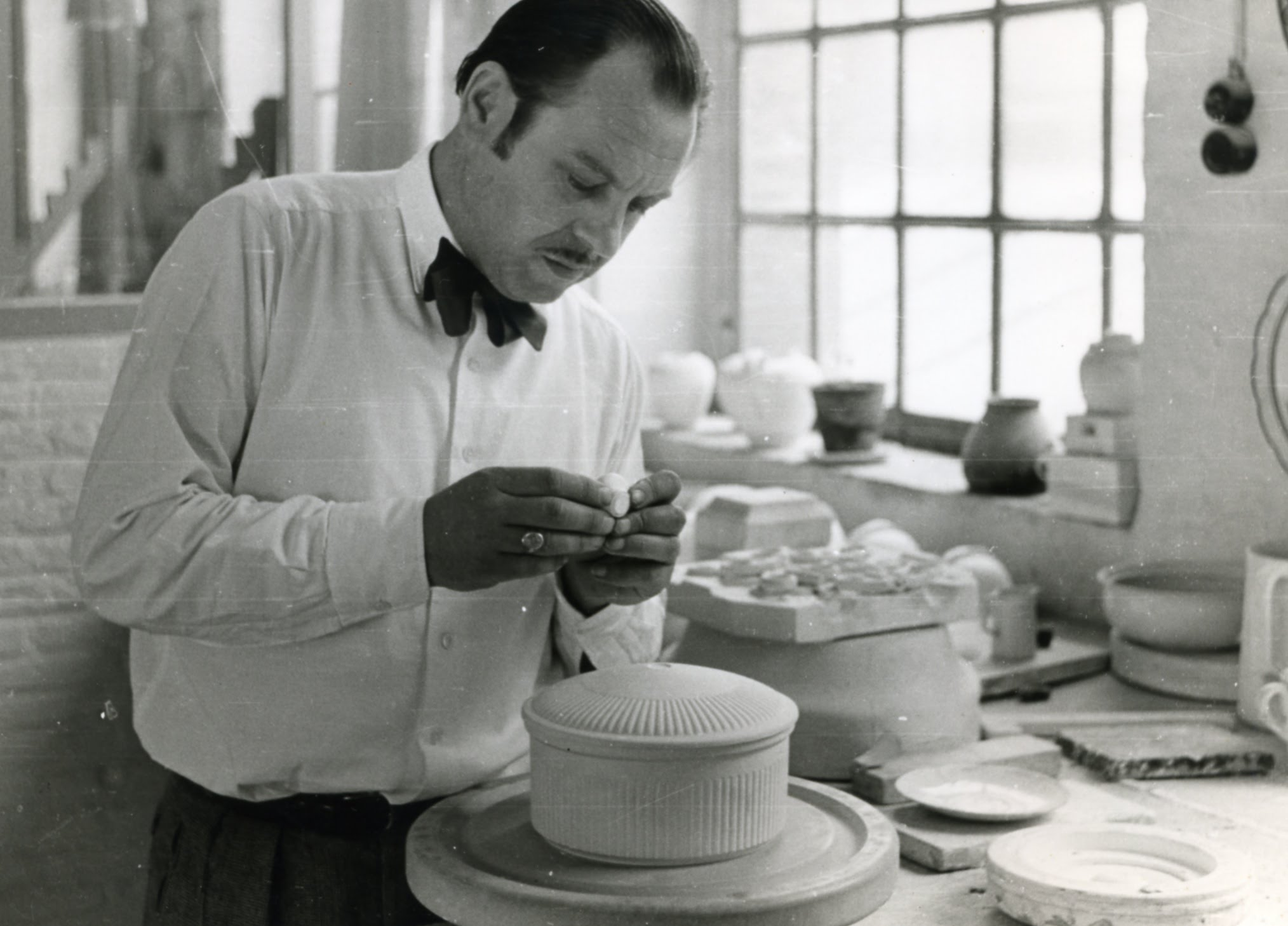

## Biografie
Op 7-jarige leeftijd was Daems reeds leerling van Alfons Olterdissen. Op 12-jarige leeftijd kwam hij op de Middelbare Kunstnijverheidsschool terecht, hoewel hij daar eigenlijk te jong voor was. Daems volgde er lessen in tekenen, beeldhouwen en boetseren. Zijn leermeesters waren de Limburgse coryfeeën uit die tijd: Jos Postmes, Henri Jonas, Charles Vos en Edmond Bellefroid.
Een van zijn leraren, John Lint, was verbonden als chefmodelleur aan de Sphinx. Deze plaatste hem in 1925, nog voor zijn veertiende jaar, op de ontwerpafdeling van deze aardewerkfabriek. In augustus 1931 behaalde hij zijn einddiploma afdeling keramiek der Middelbare Kunstnijverheidsschool en onmiddellijk kreeg hij bij de Sphinx een aanstelling als modelleur. Hij werd de vaste modelleur van Edmond Bellefroid.
Met een onderbreking van 1946 tot 1950 (Klei-atelier Brunssum) is hij vanaf 1 september 1950 tot de sluiting van de afdeling serviezen op 30 juni 1970 bij de Sphinx blijven werken. Hij begon er als leerling en eindigde als chef industrieel ontwerper-modelleur.
Hij was docent aan de Stadsakademie te Maastricht (afdeling Keramiek) van oktober 1965 tot november 1976.
Zijn eerste benoeming tot leraar Keramiek in tijdelijke dienst bij besluit van Burgemeester en wethouders van Maastricht is van 21 oktober 1965 aan de dag- en avond cursus voor de schooljaren 1965/1966, 1966/1967, 1967/1968.  Per 1 augustus 1968 heeft het College van B&W  hem benoemd tot leraar Keramiek in vaste dienst aan de dagschool en ingaande 1 oktober 1968 aan de avondschool van de Stadsacademie voor Toegepaste Kunsten te Maastricht.
Hij was rijksgecommitteerde voor Keramiek, lid van "Scheppend Ambacht" Limburg (voorzitter van de pottenbakkers) en was lid van de Kring Industriële Ontwerpers Amsterdam.
Op de plek waar vroeger de Maastrichtse aardewerkfabriek Société Céramique stond, ligt nu de moderne nieuwbouw wijk Céramique. Pierre Daems werd er geëerd met een straat, gelegen naast het Bonnefantenmuseum, de Daemslunet.
- Biografisch Portaal: 77071800
- Gemeinsame Normdatei: 1192789075
- RKD-Nederlands Instituut voor Kunstgeschiedenis: 19643
- Union List of Artist Names: 500561199
- Virtual International Authority File: 8047156619132928780005